# The Savage Rose
The Savage Rose — датская психоделическая рок-группа, основанная в Копенгагане в 1967 году.
В первоначальном составе группа представляло собой семейное трио из певицы Аннисетт Коппель и её братьев, клавишников и бэк-вокалистов Томаса и Андерса Коппелей, однако вскоре к составу присоединились ударник Алекс Риль, басист Йенс Рюгстед и певица Аннисетте Хансен (в дальнейшем жена Томаса Коппеля) при участии арфистки Ильзы Марии Коппель и Флеминга Остермана. При записи второго альбома к коллективу присоединился гитарист Нильс Туксен, заменивший Остермана.
Группа была тесно связана с возникновением Свободного города Христиания, приняла участие в записи одноимённого коллективного альбома (1976) в пользу Христиании. Джазовые тенденции в музыке группы привели к её выступлению на Ньюпортском джазовом фестивале в США. Однако наиболее важным событием в истории группы и карьере Коппеля стала постановка в 1971 году балетмейстером Флеммингом Флиндтом балета «Триумф смерти» (дат. Dødens Triumf) на музыку Коппеля и Savage Rose, по пьесе Эжена Ионеско «Игра в резню». Премьера балета состоялась на телевидении, затем он был перенесён на официальную сцену Датского королевского балета и стал самой успешной его постановкой XX века, выдержав 150 представлений за четыре года.
С середины 1970-х, группа представляла собой акустическое трио в составе Томаса Коппеля, Аннисетте Хансен и Джона Равна. С середины 1990-х, группа вновь вернулась к использованию электронных инструментов.

## Дискография
- Savage Rose (1968)
- In the Plain (1968)
- Travelin’ (1969)
- Your Daily Gift (1971)
- Refugee (1971)
- Dødens Triumf (1972)
- Babylon (1972)
- Wild Child (1973)
- Solen Var Også Din (1978)
- En Vugge Af Stål (1982)
- Vi Kæmper For At Sejre (1984)
- Kejserens Nye Klæder (1986)
- Sangen For Livet (1988)
- Ild Og Frihed (1989)
- Gadens Dronning (1990)
- Månebarn (1992)
- Black Angel (1995)
- Tameless (1998)
- For Your Love (2001)
- The Anthology (2002)
- Are You Ready (live, 2004)
- Universal Daughter (2007)
- Love And Freedom (2012)
- Roots Of The Wasteland (2014)[2]
- Homeless (2017)